# Sandy (Utah)
Sandy é uma cidade localizada no estado norte-americano do Utah, no Condado de Salt Lake.

## História
Localizada na base da cordilheira Wasatch e a apenas 19 km a sul de Salt Lake City, Sandy tem uma ótima localização dentro do estado de Utah. Foi primeiramente utilizadas por índios que vagavam entre Bear Lake e o Utah Lake.Os primeiros habitantes permanentes se fixaram entre as décadas de 1860 e 1870.
A origem do seu nome não foi estabelecida com certeza. Talvez a teoria mais amplamente aceita seja a que Brigham Young nomeou Sandy por seu solo seco, mas não há nenhuma evidência histórica para isso. Outra teoria é que o nome veio de um escocês lendário e colorido, Alexander "Sandy" Kinghorn, o engenheiro que correu a primeira linha de trem para este final de Vale de Salt Lake. Embora este parece reforçado pelo nome original (Estação Sandy ou Estação de Sandy), os historiadores consideram improvável, tendo em vista o curto período entre o início do serviço de trem e as primeiras instâncias do nome.
Em 1863, havia apenas quatro casas na região. Os agricultores dispostos a tentar sua mão em solo sedento que inspirou o nome de Sandy pegou terra ao longo State Street, que se estendia do centro de Salt Lake City para a beira das montanhas. Mas era de mineração que foi a base econômica de Sandy durante as primeiras quatro décadas. Quando a mineração de prata começou em Little Cottonwood Canyon , os empresários reconheceram o valor de Sandy como uma estação de abastecimento; logo sua rua principal foi alinhada com hotéis, bares e bordéis que servem mineiros prontos para gastar os seus salários recém ganhos. Três grandes fundições foram localizados em Sandy. Eles eram a Flagstaff, o Mingo, ea Saturno. Estes fizeram Sandy centro de fundição mais significativa do território durante anos.
A estrada de ferro também foi significativo em determinar o curso da história de Sandy. Criada em 1873, a estrada de ferro ligando Sandy e Salt Lake City e facilitou o transporte de minério e outros produtos dentro e fora da área. A linha de bonde em 1907 facilitou o transporte de moradores de empregos em Salt Lake City; eo automóvel mais tarde continuou a servir essa função.
Quando as minas falharam na década de 1890, Sandy perdeu uma importante parte da economia, então passou por uma transformação econômica significativa em uma comunidade agrícola. O fato de que Sandy não desapareceu, como tantas outras cidades mineiras que degeneraram com seus veios mãe, foi devido à sua localização, os recursos, e ao espírito de seus habitantes.

### Incorporação
Sandy foi constituída em 1893, em grande parte, como parte de um esforço para combater o que os habitantes mórmons consideravam elementos "desagradáveis" na cidade. Devido às suas origens baseadas em minas, Sandy foi em parte, uma cidade próspera , ao contrário da maioria das outras cidades Utah rurais. Após a incorporação, era quase como se Sandy havia se redefinido. Lá se foram o grande número de homens solteiros, transitórias. Em 1900, havia apenas um punhado de bares e hotéis, e Sandy começou a se parecer mais com outras cidades Utah rural - um lugar onde todo mundo se conhecia. Igreja, a agricultura, negócios e família formou o foco do mundo dos habitantes.
Esse ritmo e modo de vida continuou por mais de seis décadas, interrompido apenas por guerras, a depressão , e a mudança das estações. Não há saltos significativos na população, as tendências econômicas, ou padrões sociais alteraram o ritmo previsível e estável de vida.
No final dos anos 1960, no entanto, esta cidade rural mudou dramaticamente claro, com o seu segundo boom. Ele sempre tinha sido assumido por líderes locais e cidadãos que Sandy iria crescer para fora de sua lógica e histórico centro do nexo de principal e do centro ruas. No entanto, o crescimento da população oprimida o centro físico como bairros espalhados em todas as direções sobre a terra.
Durante os anos 1970, as comunidades de bolso tomou forma, a prestação dos serviços, escolas e lojas tradicionalmente oferecidos por uma cidade. Anexação questões tornou-se proeminente como Salt Lake County e Sandy disputavam o controle sobre a terra e recursos. Sandy se tornou uma coleção de pequenas comunidades locais identificados por uma população jovem, orientada para a família. Apesar de ter sido inicialmente percebido como uma comunidade-dormitório, e muitas vezes ainda é, que desde então tem desenvolvido um centro comercial de prosperidade junto State Street e outros vias arteriais.

## Demografia
Segundo o censo norte-americano de 2000, a sua população era de 88.418, 25.737 casas, e 21.773 famílias que residem na cidade. A densidade populacional foi 3,960.5 pessoas por milha quadrada (1,528.8 / km ²). Havia 26.579 unidades de carcaça em uma densidade média de 1,190.5 por milha quadrada (459.6/km ²). A composição racial da cidade era 93.52% Branco , 0.50% Americano Africano , 0,35% nativos americanos , 2,17% asiáticos , 0,31% ilhas do Pacífico , 1,50% de outras raças , e 1.65% de dois ou mais raças. Hispânico ou Latino de alguma raça eram 4,38% da população. habitantes.
Em 2006, foi estimada uma população de 94.203, um aumento de 5785 (6.5%).
Havia 25.737 casas fora de que 51.3% tiveram as crianças sob a idade de 18 que vivem com eles, 72,9% eram casados vivendo junto, 8.6% tiveram um proprietário fêmea com nenhum presente do marido, e 15,4% eram não-famílias. 11,6% de todas as casas foram compostos dos indivíduos e 3.4% tidos alguém que vive sozinho quem era 65 anos de idade ou mais. O tamanho médio da casa era 3.42 eo tamanho médio da família era 3.73.
Na cidade a população foi espalhada para fora com 34.5% sob a idade de 18 anos, 11,1% de 18 a 24, 27.5% 25 a 44, 21.8% 45 a 64, e de 5.2% quem eram 65 anos de idade ou mais. A idade média foi de 29 anos. Para cada 100 mulheres havia 100.9 homens. Para cada 100 mulheres envelheça 18 e o excesso, lá era 97.7 homens.
A renda mediana para uma casa na cidade era U$ 66,458, e a renda mediana para uma família era U$ 70.801 (estes números subiram para 73.322 dólares e 81.257 $, respectivamente, a partir de uma estimativa de 2007). Os machos tiveram uma renda mediana de $ 47031 contra 29661 dolares para fêmeas. A renda per capita da cidade era de 22.928 dólares. Cerca de 2,8% das famílias e 3.8% da população estavam abaixo do linha da pobreza , incluindo 4,0% de menores de 18 anos e 5,7% de pessoas com 65 anos ou mais de idade.

## Geografia

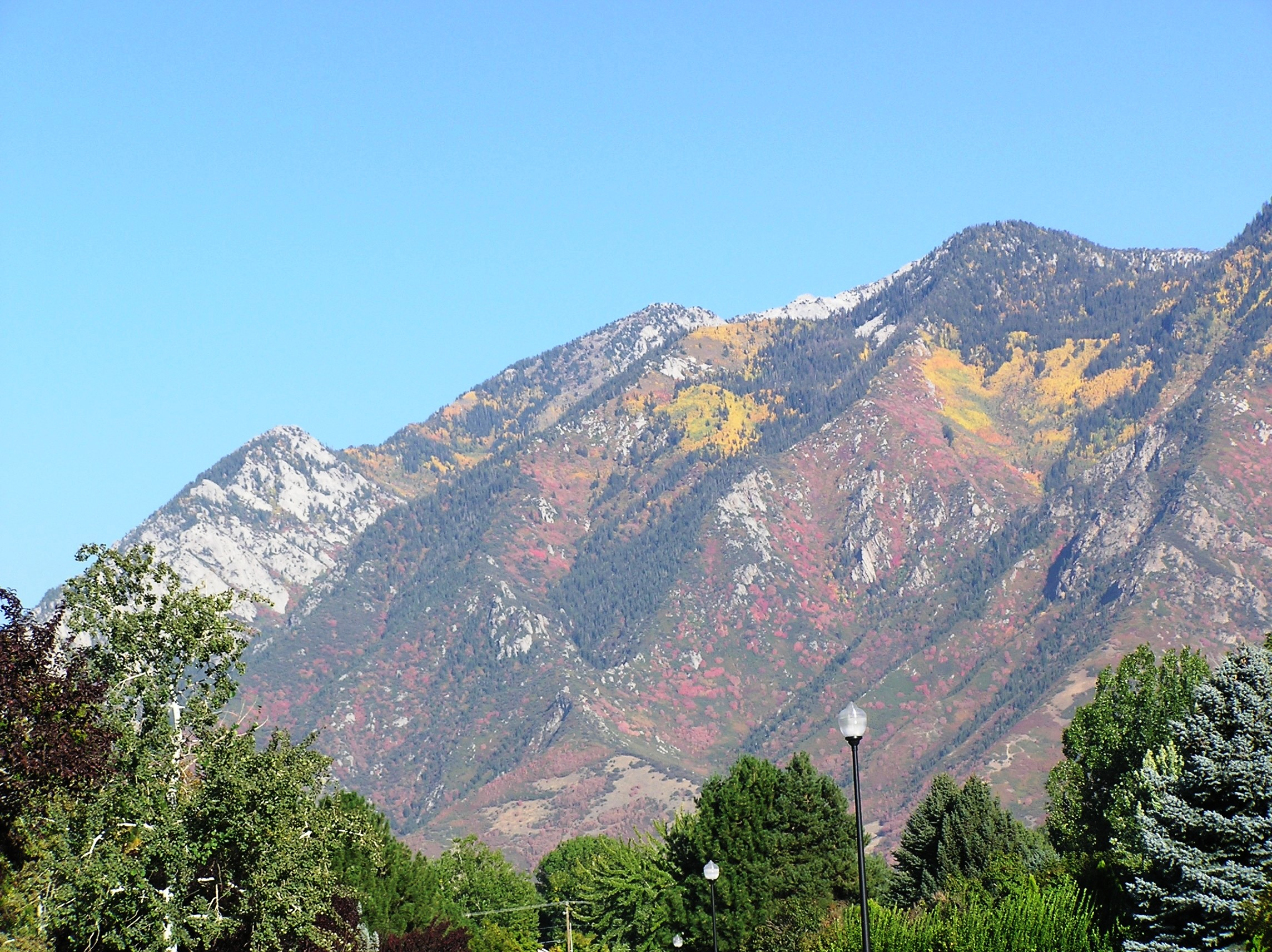
Vista da Cordilheira Wasatch de Sandy

De acordo com o United States Census Bureau tem uma área de 57,9 km², dos quais 57,8 km² cobertos por terra e 0,1 km² cobertos por água.

## Esportes

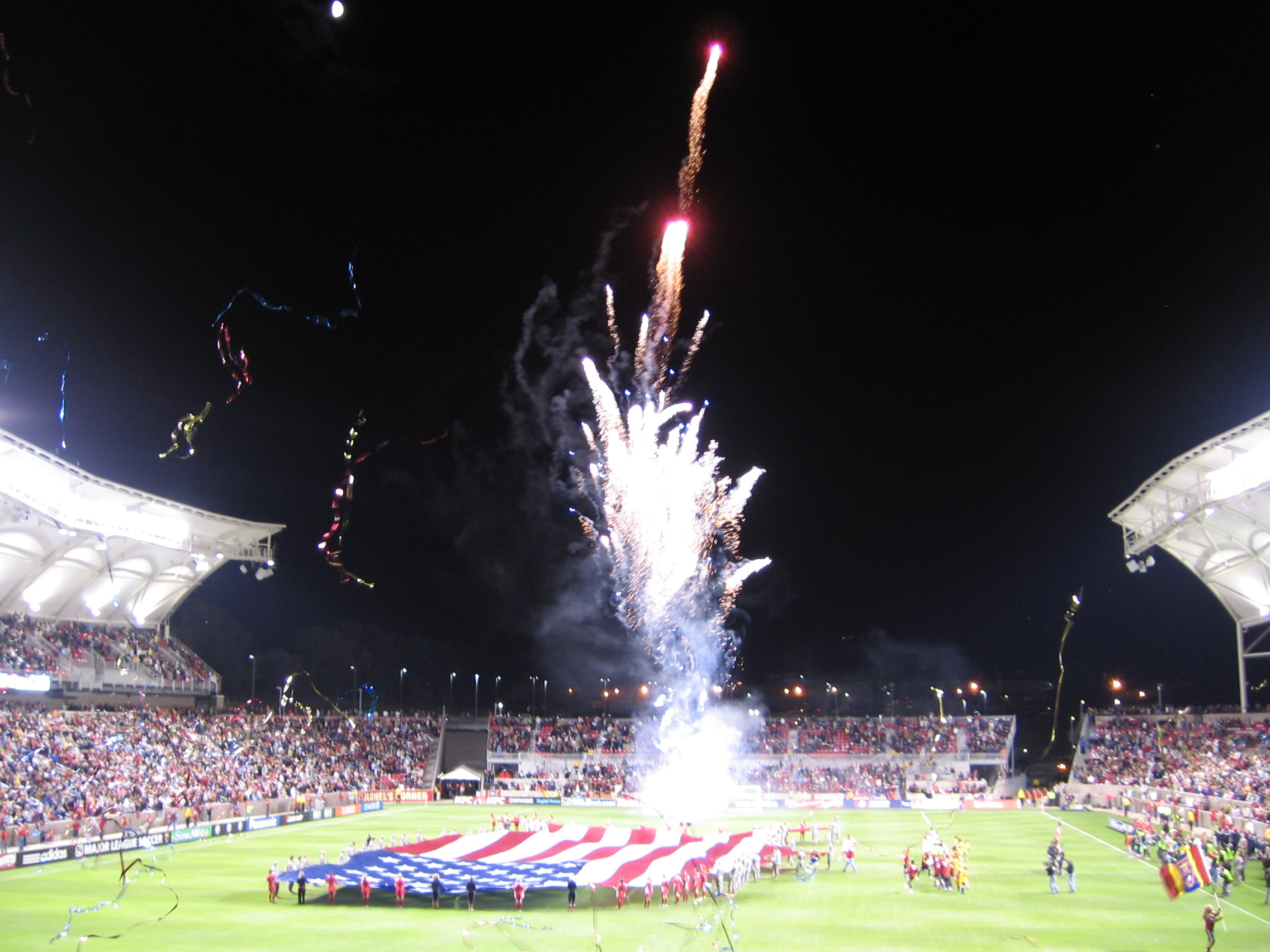
Jogo inaugural do Rio Tinto

Se Localiza em Sandy o estádio do Real Salt Lake, o Rio Tinto Stadium.

## Cidades-irmãs
Sandy possui duas cidades irmãs:
- Piedras Negras, Mexico
- Riesa, Alemanha

## Localidades na vizinhança
O diagrama seguinte representa as localidades num raio de 8 km ao redor de Sandy.